# Souad Benabdellah
Pour les articles homonymes, voir Benabdellah.
Souad Benabdellah (en arabe : سعاد بن عبد الله) est une judokate marocaine.

## Carrière
Souad Benabdellah est médaillée de bronze dans la catégorie des moins de 61 kg aux Championnats d'Afrique de judo 1997 à Casablanca.